# Edwige de Münsterberg-Œls
Edwige de Munsterberg-Œls (tchèque : Hedvika Minstrberská; 10-12 juin 1508, Œls – 28 novembre 1531, Liegnitz) est né duchesse de Münsterberg et Oleśnica et comtesse de Kladsko et par le mariage devient margravine de Brandebourg-Ansbach-Kulmbach.
Elle est la fille du duc Charles Ier de Münsterberg-Œls, qui était un petit-fils du roi Georges de Bohême. Sa mère était Anne de Żagań, fille de Jean II de Żagań, dernier duc de Żagań (Sagan).
Le 9 janvier 1525 elle épouse le margrave Georges de Brandebourg-Ansbach. Elle est sa deuxième épouse. Le couple a eu deux filles:
- Anne-Marie de Brandebourg-Ansbach (1526-1589) mariée en 1544, avec le duc Christophe de Wurtemberg (1515-1568)
- Sabine de Brandebourg-Ansbach (1529-1575) mariée en 1548 à l'électeur Jean II Georges de Brandebourg (1525-1598).

Edwige est morte à Liegnitz, où elle fut enterrée.